# Coccidomyces pierantonii
Coccidomyces pierantonii är en svampart som beskrevs av Buchner 1912. Coccidomyces pierantonii ingår i släktet Coccidomyces, klassen Saccharomycetes, divisionen sporsäcksvampar och riket svampar.   Inga underarter finns listade i Catalogue of Life.